# 让-菲利普·罗尔
让-菲利普·罗尔（法語：Jean-Philippe Rohr，1961年12月23日—），法国男子足球运动员，司职中场。他曾代表法国国家队参加1984年夏季奥林匹克运动会足球比赛，获得一枚金牌。